# 中正路 (霧峰區)
中正路為臺灣臺中市霧峰區的重要道路之一，全路段位於霧峰區境內，大致呈南—北向，北過草湖溪草湖橋，連接大里區中興路一段，南過烏溪烏溪橋，連接南投縣草屯鎮，是台中市與南投縣主要往來平面道路，也是行經霧峰市區的主幹道，其餘路段則編屬省道台3線，全長約8.2公里。
1994年（民國八十三年），霧峰鄉公所推動中正路商圈招牌廣告之齊一化及電纜地下化工程，使其成為全台灣第一條示範性「無障礙景觀大道」，也引領其他鄉鎮市區的招牌規格化熱潮。

## 行經行政區域
- 霧峰區

## 車道數
主線雙向四車道，設置中央安全島，部份路段雙向六車道；霧峰市區段，雙向兩車道。

## 本道路客運
- 本表更新時間為2018年10月26日

| 編號  | 業者       | 路線區間                         | 備註                                     |
| 17    | 東南客運   | 草湖－大臺中山莊                 | 社區巴士                                 |
| 50    | 統聯客運   | 文英兒童公園－九二一地震教育園區 | 尖峰10分鐘一班車；離峰15分鐘一班車       |
| 53    | 統聯客運   | 太原火車站－省議會               |                                          |
| 53區  | 統聯客運   | 文心市政路口－省議會             | 例假日及寒暑假停駛                       |
| 59    | 統聯客運   | 舊社公園－舊正                   |                                          |
| 201   | 台中客運   | 新民高中－亞洲大學安藤館         | 尖峰5～7分鐘一班車；離峰10～15分鐘一班車 |
| 107   | 台中客運   | 黎明新村－舊正                   |                                          |
| 108   | 台中客運   | 港尾－南開科技大學校區           |                                          |
| 108區 | 台中客運   | 霧峰農工－南開科技大學校區       | 例假日及寒暑假停駛                       |
| 132   | 台中客運   | 北屯區行政大樓－朝陽科技大學     | 行經霧峰區吉峰路                         |
| 151   | 中台灣客運 | 臺中市警察局-朝陽科技大學        | 經高鐵臺中站、亞洲大學                   |
| 281   | 中台灣客運 | 臺中火車站－霧峰農工             | 經烏日喀哩                               |
| 281副 | 中台灣客運 | 臺中火車站－霧峰農工             | 行經新烏日火車站                         |
| 282   | 中台灣客運 | 亞洲大學安藤館－桐林             | 經南勢                                   |
| 283   | 仁友客運   | 大里仁愛醫院－霧峰               | 經大里高中、夏田、四德、北柳             |

公路客運
參見霧峰區公路客運

## 沿線設施

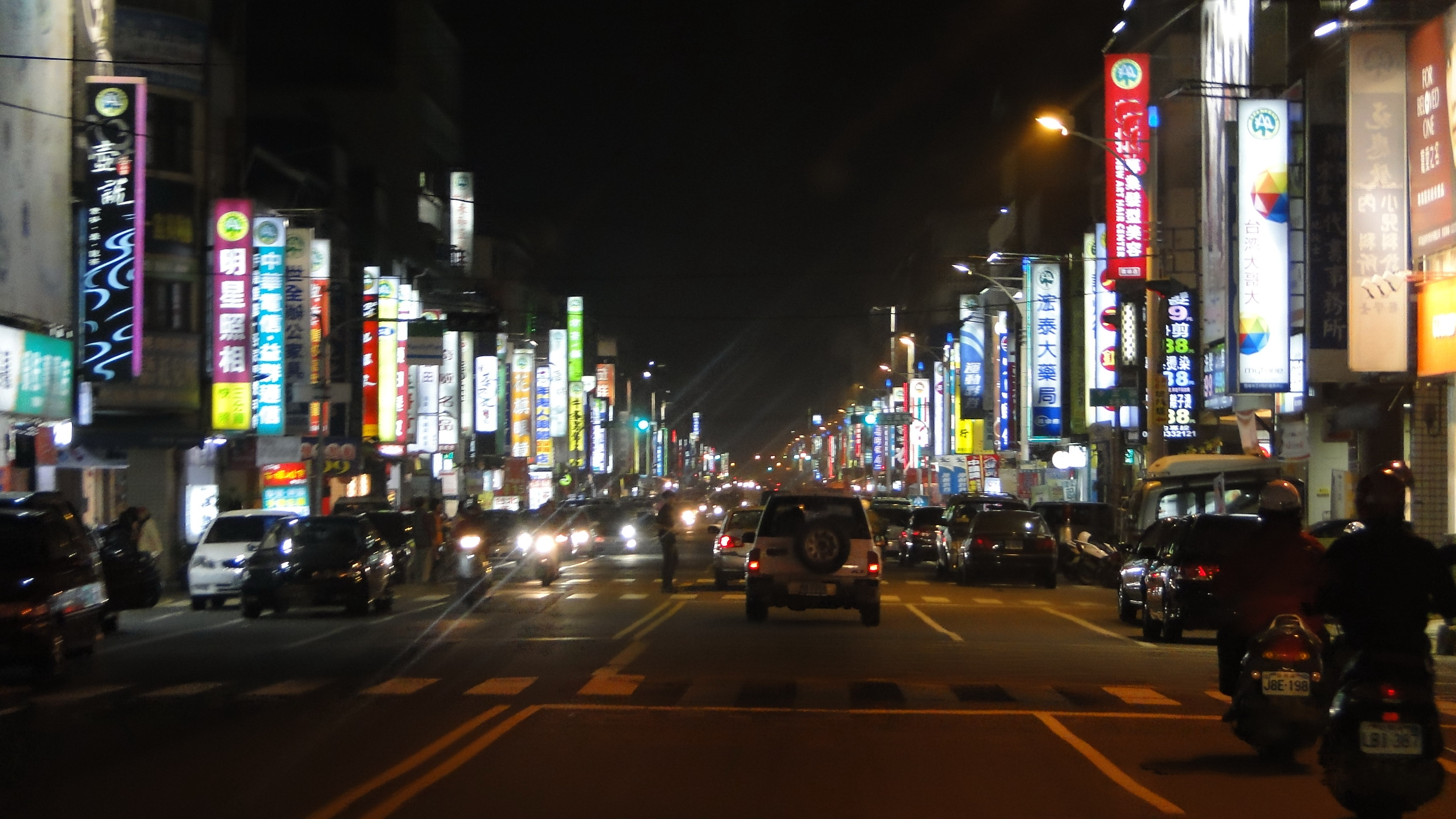
霧峰市區中正路商圈

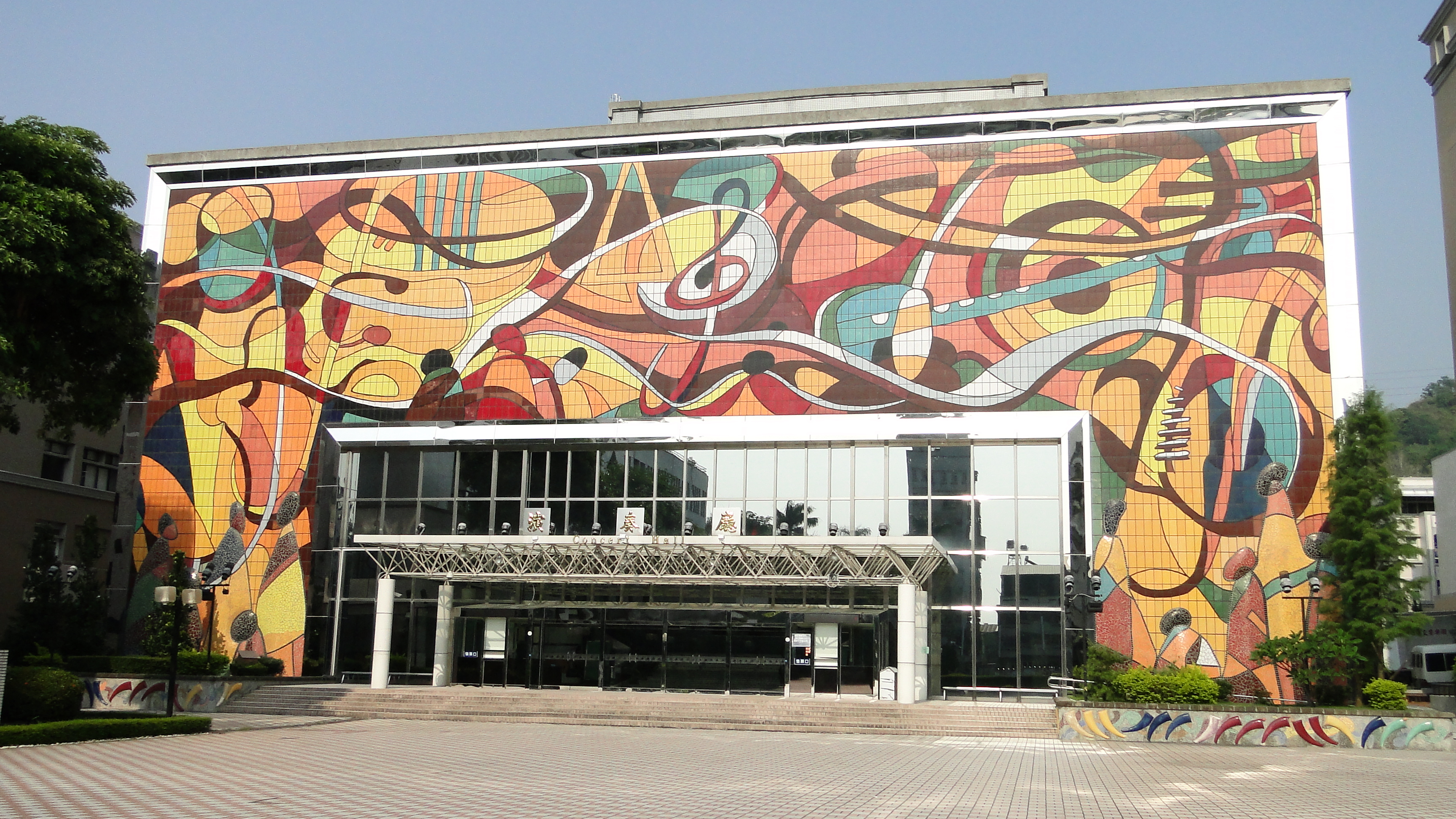
國立臺灣交響樂團霧峰演奏廳

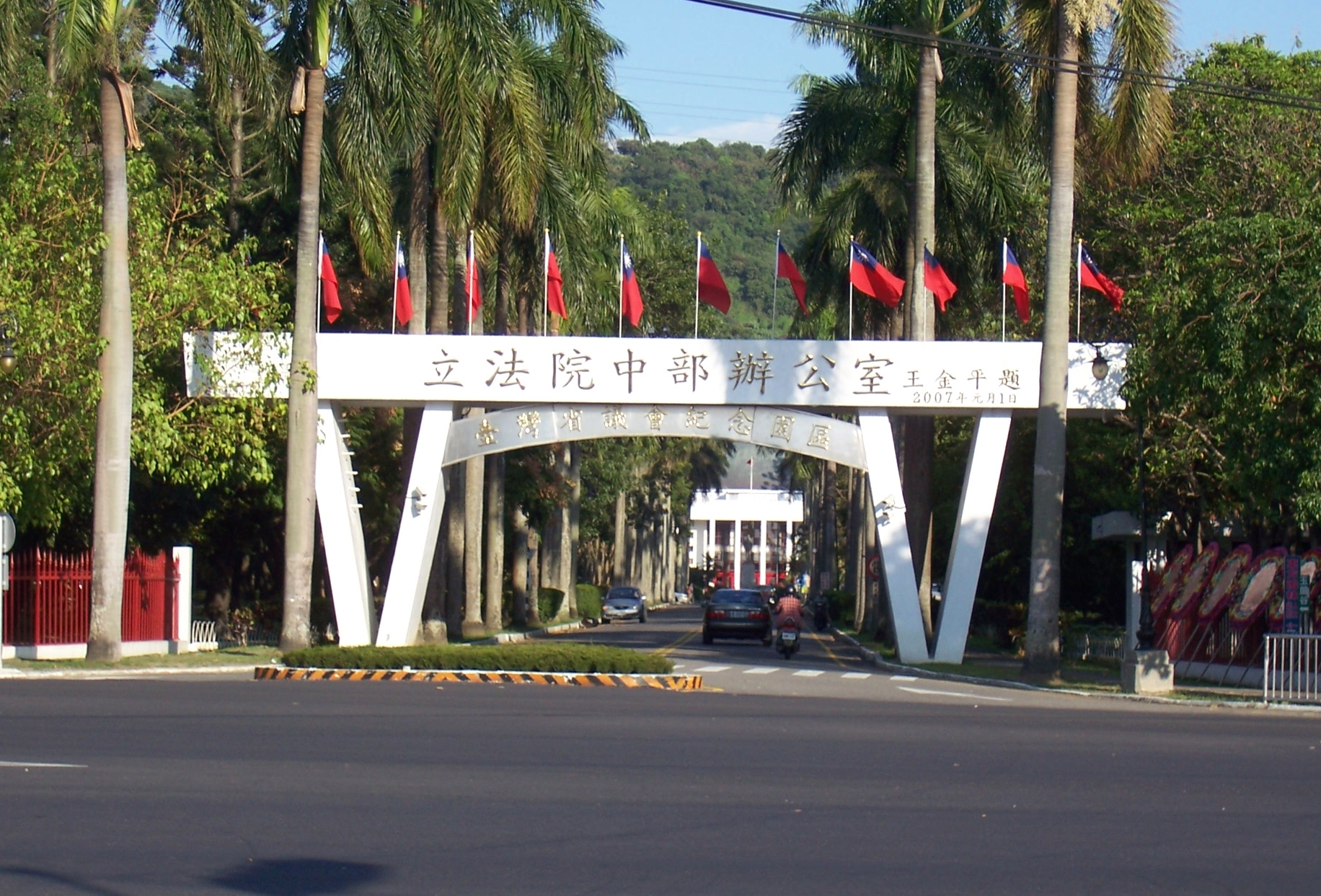
臺灣省議會紀念園區及立法院中部辦公室入口

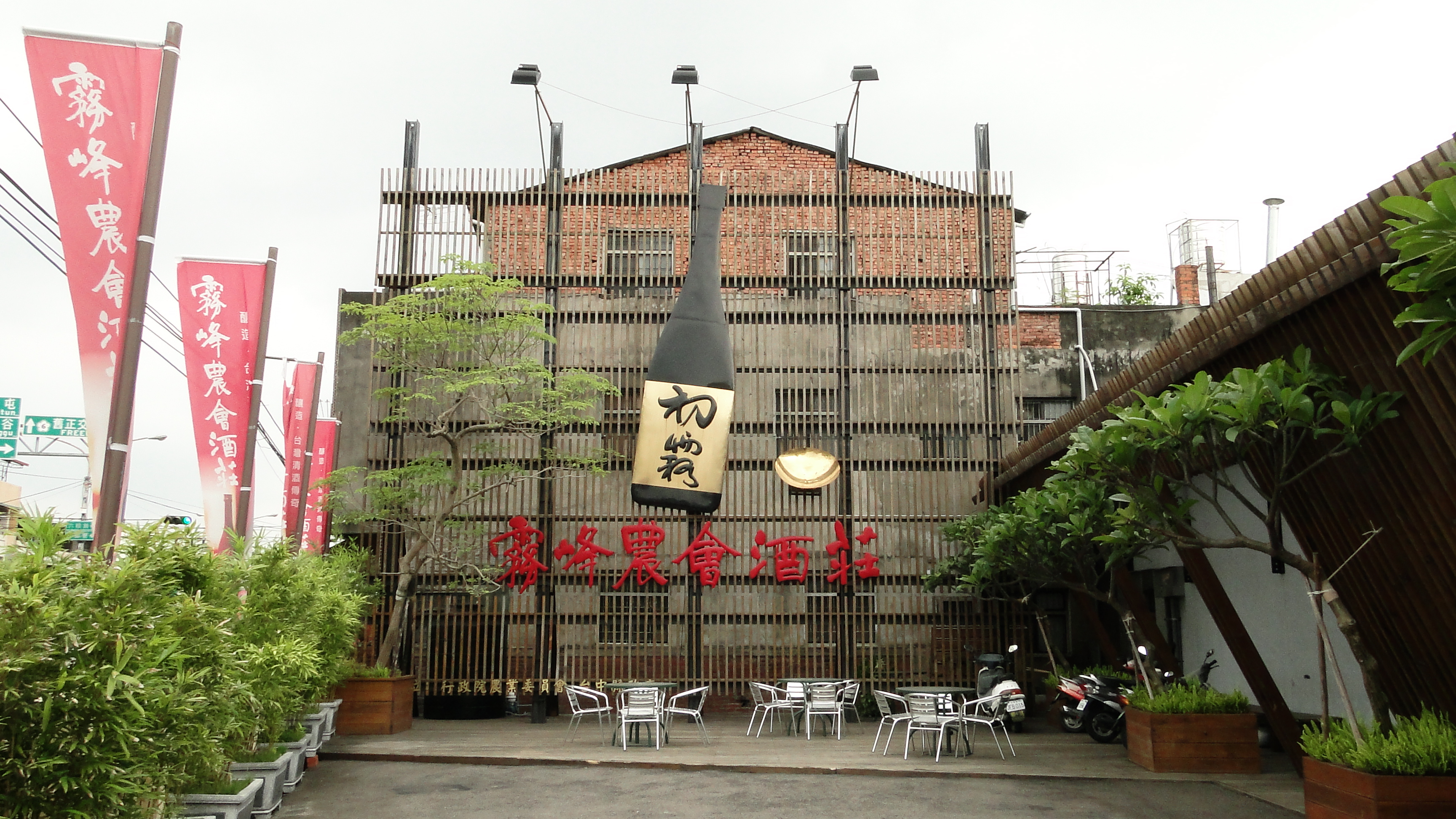
霧峰農會酒莊

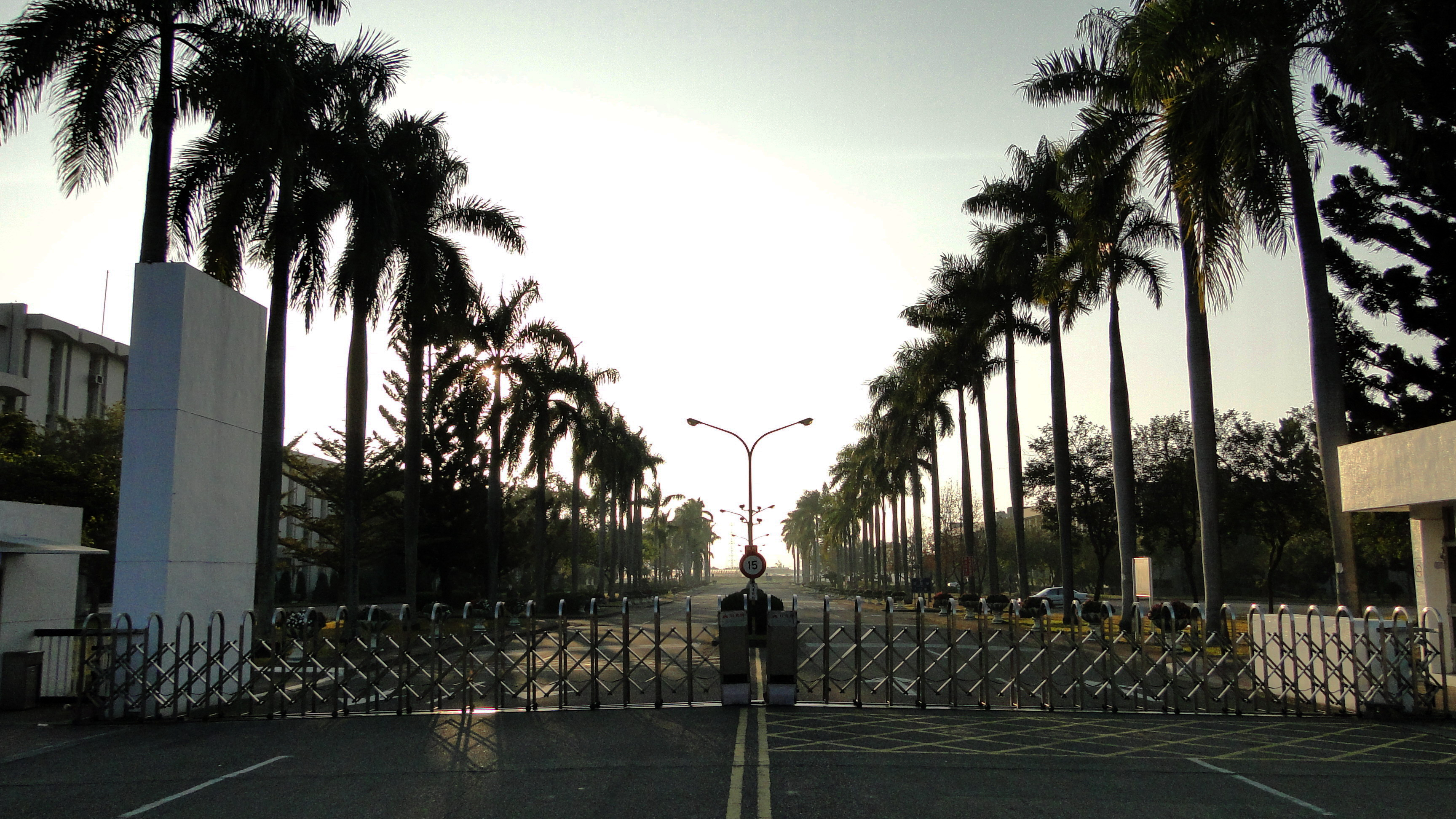
農業部農業試驗所

（由北到南）
草湖溪
- 草湖橋
- 經濟部水利署水利規劃分署
- 臺中市政府警察局霧峰分局局本部、吉峰派出所
- 國立霧峰高級農工職業學校

林森路
- iBike霧峰農工站
- 霧峰黃昏市場
- 霧峰澄清醫院
- 寶雅生活館台中霧峰店
- 霧峰德泰街周五夜市
- 國泰人壽大樓
- 霧峰區第一公有市場
- 中華電信霧峰服務中心
- 泰安醫院

四德路往霧峰樹仁商圈 / 萊園路往霧峰林家宅園
- 彰化銀行霧峰分行
- 台中商業銀行霧峰分行
- 臺灣銀行霧峰分行
- 中華郵政霧峰郵局
- 國立臺灣交響樂團臺灣音樂文化園區
- 教育部國民及學前教育署
- 交通部觀光署—參山國家風景區管理處、國民旅遊組
- 臺中市霧峰區霧峰國民小學
- 台灣電力公司霧峰服務所
- iBike 立法院中部辦公室站
- 麥當勞霧峰餐廳
- 臺灣省議會紀念園區、立法院中部辦公室、立法院議政博物館

林森路
- 本堂澄清醫院

福爾摩沙高速公路、台74線霧峰交流道
- 光復新村

乾溪
- 國立自然科學博物館九二一地震教育園區
- 霧峰農會酒莊
- 味全食品工業股份有限公司台中廠
- 農業部農業試驗所
- 臺中市霧峰區萬豐國民小學
- 臺中市政府警察局霧峰分局萬豐派出所
- 農業部農業藥物試驗所

水沙連高速公路舊正交流道
- 烏溪橋

烏溪